# Política de Moçambique
A Frelimo, Frente de Libertação de Moçambique, foi o movimento que dirigiu a luta de libertação nacional que culminou com a independência nacional em 25 de Junho de 1975. Desde então que esse movimento político ou os seus sucessores dirigem a política nacional. Em 1978, a Frente tornou-se num partido político marxista-leninista, denominado Partido Frelimo, e Samora Machel ocupou a presidência do país, num regime de partido único, desde a independência até à sua morte em 1986.
Em 1990, foi aprovada uma nova constituição que transformou o estado numa democracia multi-partidária. O Partido Frelimo permaneceu no poder, tendo ganho por cinco vezes as eleições legislativas e presidenciais realizadas em 1994, 1999, 2004, 2009 e 2014. A Renamo é o principal partido da oposição.
De acordo com a constituição em vigor, o regime político em Moçambique é presidencialista: o chefe de Estado é igualmente chefe do governo. No entanto, existe desde 1985 o cargo de Primeiro Ministro, que tem o papel de coordenador e pode dirigir as sessões do Conselho de Ministros na ausência do presidente.
O parlamento tem a designação de Assembleia da República e é constituído por 250 assentos.
Para além do Presidente da República e dos membros do parlamento, os presidentes e os membros das assembleias dos municípios e das províncias (desde 2009) são igualmente eleitos democraticamente, para mandatos de cinco anos.